# West City (Illinois)
West City es una villa ubicada en el condado de Franklin en el estado estadounidense de Illinois. En el Censo de 2010 tenía una población de 661 habitantes y una densidad poblacional de 157,05 personas por km².

## Geografía
West City se encuentra ubicada en las coordenadas 37°59′46″N 88°56′56″O / 37.99611, -88.94889. Según la Oficina del Censo de los Estados Unidos, West City tiene una superficie total de 4.21 km², de la cual 4.16 km² corresponden a tierra firme y (1.05%) 0.04 km² es agua.

## Demografía
Según el censo de 2010, había 661 personas residiendo en West City. La densidad de población era de 157,05 hab./km². De los 661 habitantes, West City estaba compuesto por el 94.1% blancos, el 0.15% eran afroamericanos, el 0.3% eran amerindios, el 1.82% eran asiáticos, el 0% eran isleños del Pacífico, el 2.27% eran de otras razas y el 1.36% pertenecían a dos o más razas. Del total de la población el 3.93% eran hispanos o latinos de cualquier raza.